# Partido Pergamino
Pergamino ist ein Partido im Norden der Provinz Buenos Aires in Argentinien. Laut einer Schätzung von 2019 hat der Partido 109.582 Einwohner auf 2.950 km². Der Verwaltungssitz ist die Stadt Pergamino.

## Orte
Pergamino ist in 14 Ortschaften und Städte, sogenannte Localidades, unterteilt.
- Pergamino (Verwaltungssitz)
- Acevedo
- Manuel Ocampo
- Villa Angélica
- Juan Anchorena
- La Violeta
- Mariano H. Alfonzo
- Guerrico
- Rancagua
- Pinzón
- Fontezuela
- J. A. de la Peña
- Mariano Benítez
- Villa San José